# Krystyn Matwijowski
Krystyn Jakub Matwijowski (ur. 20 kwietnia 1936 we Lwowie, zm. 1 października 2017) – polski historyk, specjalizujący się w historii nowożytnej; nauczyciel akademicki związany z Uniwersytetem Wrocławskim. Autor wielu publikacji historycznych, w tym monografii śląskich miast. Członek Polskiej Akademii Umiejętności w Krakowie.

## Życiorys
Urodził się w 1936 roku we Lwowie w rodzinie inteligenckiej. Był wnukiem ppłk. Jakuba Krzywoszyńskiego, synem Leona i Krystyny, bratem Tadeusza i Janusza. We Lwowie spędził swoje wczesne dzieciństwo. Po zakończeniu II wojny światowej wyjechał z miasta ostatnim transportem w czerwcu 1946. Przez pierwsze lata powojenne mieszkał w Zakopanem, a następnie w Pszczynie, gdzie ukończył Liceum Ogólnokształcące i zdał maturę w 1954 r. Z powodów rodzinnych musiał zrezygnować ze studiów w Szkole Głównej Służby Dyplomatycznej w Warszawie na Wydziale Dyplomatyczno-Konsularnym i w 1956 r. został studentem studiów zaocznych, a następnie eksternistycznych historii Uniwersytetu Wrocławskiego. Jednocześnie pracował m.in. jako wychowawca w Świdnickim Zakładzie Poprawczym. W 1961 roku zakończył studia zdobywając tytuł zawodowy magistra. Bezpośrednio po studiach krótko pracował w Liceum Ogólnokształcącym w Legnicy, by wreszcie w kilka miesięcy później w grudniu zostać asystentem w Zakładzie Historii Polski i Powszechnej XVI i XVIII w Instytucie Historycznym na swojej macierzystej uczelni.
Debiutem autorskim był artykuł powstały na podstawie pracy magisterskiej. Tej problematyce pozostał wierny przez następne lata, publikując szereg ważnych tekstów. Planowana pierwotnie rozprawa doktorska miała być poświęcona rządom królewicza Jakuba Sobieskiego w Oławie. Po rocznej kwerendzie okazało się, iż archiwalia wrocławskie są zbyt ubogie, a na staż w Warszawie uczelnia nie miała środków. Stąd całkowita zmiana zainteresowań i powrót do historii Śląska. Efektem tego była rozprawa doktorska pt. Formy rekreacji w późno feudalnym Wrocławiu, której promotorem był prof. Józef Andrzej Gierowski, a recenzentami prof. Władysław Czapliński i prof. Stanisław Herbst.
Zmiany kadrowe na Uniwersytecie Wrocławskim spowodowane przeniesieniem się prof. Gierowskiego w 1965 roku do Krakowa przyczyniły się do reorientacji kierunku badań dra Matwijowskiego. Pod naukową opieką prof. Czaplińskiego przygotował monografię poświęconą pierwszym trzem sejmom za Jana III Sobieskiego. Stała się ona podstawą uzyskania w 1975 roku stopnia naukowego doktora habilitowanego nauk humanistycznych w zakresie historii. W kilka lat później obok historii protestantyzmu, kultury śląskiej, dziejów polskiego parlamentaryzmu pojawił się w jego twórczości nowy nurt badawczy – historia Kościoła początkowo w epoce nowożytnej, a z biegiem lat rozszerzona na XX wiek. Ostatnim polem badawczym stała się historia Ormian i Żydów w Rzeczypospolitej. Te badania przybrały formę instytucjonalną w postaci zorganizowania w 1989 roku Pracowni Dziejów Kościołów i Mniejszości Narodowych w Instytucie Historycznym Uniwersytetu Wrocławskiego.
Niezwykle ważnym składnikiem aktywności Krystyna Matwijowskiego była działalność organizacyjna w Uniwersytecie Wrocławskim i szerzej w środowisku historycznym. Po przejściu prof. Władysława Czaplińskiego na emeryturę w 1975 r. objął stanowisko kierownika Zakładu Historii Polski i Powszechnej XVI-XVIII wieku, które pełnił do 2006 r. W latach 1978–1981 był prodziekanem, a w 1985 roku dziekanem Wydziału Filozoficzno-Historycznego. Krótki okres rządów określił sam mianem „okresu burzy i naporu”, gdyż jako dziekan musiał m.in. bronić nie tylko dobrego imienia, ale i zatrudnienia pracowników Wydziału, którym wstrzymywano przesunięcia na stanowisko docenta. Aktywność Krystyna Matwijowskiego była śledzona nie tylko przez Służbę Bezpieczeństwa, ale również przez egzekutywę PZPR. Popierając działaczy antysocjalistycznych, prowadził jednoznaczną politykę kadrową dyskryminującą członków PZPR. Był jednym z inicjatorów działań zmierzających do zmiany nazwy Uniwersytetu i usunięcia z niej imienia Bolesława Bieruta oraz akcji „odkłamywania historii”. W związku z tymi działaniami w listopadzie 1985 r. został odwołany ze stanowiska dziekana przez ministra nauki i szkolnictwa wyższego. W 1986 r. zorganizował walne zgromadzenie Polskiego Towarzystwa Historycznego we Wrocławiu, co stanowiło faktyczne obchody jubileuszu stulecia PTH, polskiej organizacji walczącej o swobodę badań naukowych oraz nieulegającej presji aktualnej polityki historycznej. Tak też to odczytała ówczesna władza, traktując to zgromadzenie jako jeden z elementów działalności antysocjalistycznej środowiska historycznego. W latach 1990–1993 pełnił funkcję dyrektora Instytutu Historycznego.
W ciągu swej kariery akademickiej wypromował 12 doktorów, spośród których kilkoro zostało profesorami: Bogdan Rok, Marek Szwaba, Jerzy Maroń, Wojciech Biliński, Gabriela Wąs, Krzysztof Sychowicz. O jego pozycji w polskim świecie naukowym świadczy członkostwo Polskiej Akademii Umiejętności w Krakowie, udział we władzach Polskiego Towarzystwa Historycznego (prezes oddziału, członek zarządu głównego), Wrocławskiego Towarzystwa Naukowego i Dolnośląskiego Towarzystwa Społeczno-Kulturalnego.
Zmarł 1 października 2017. 7 października 2017 został pochowany na cmentarzu Grabiszyńskim we Wrocławiu.

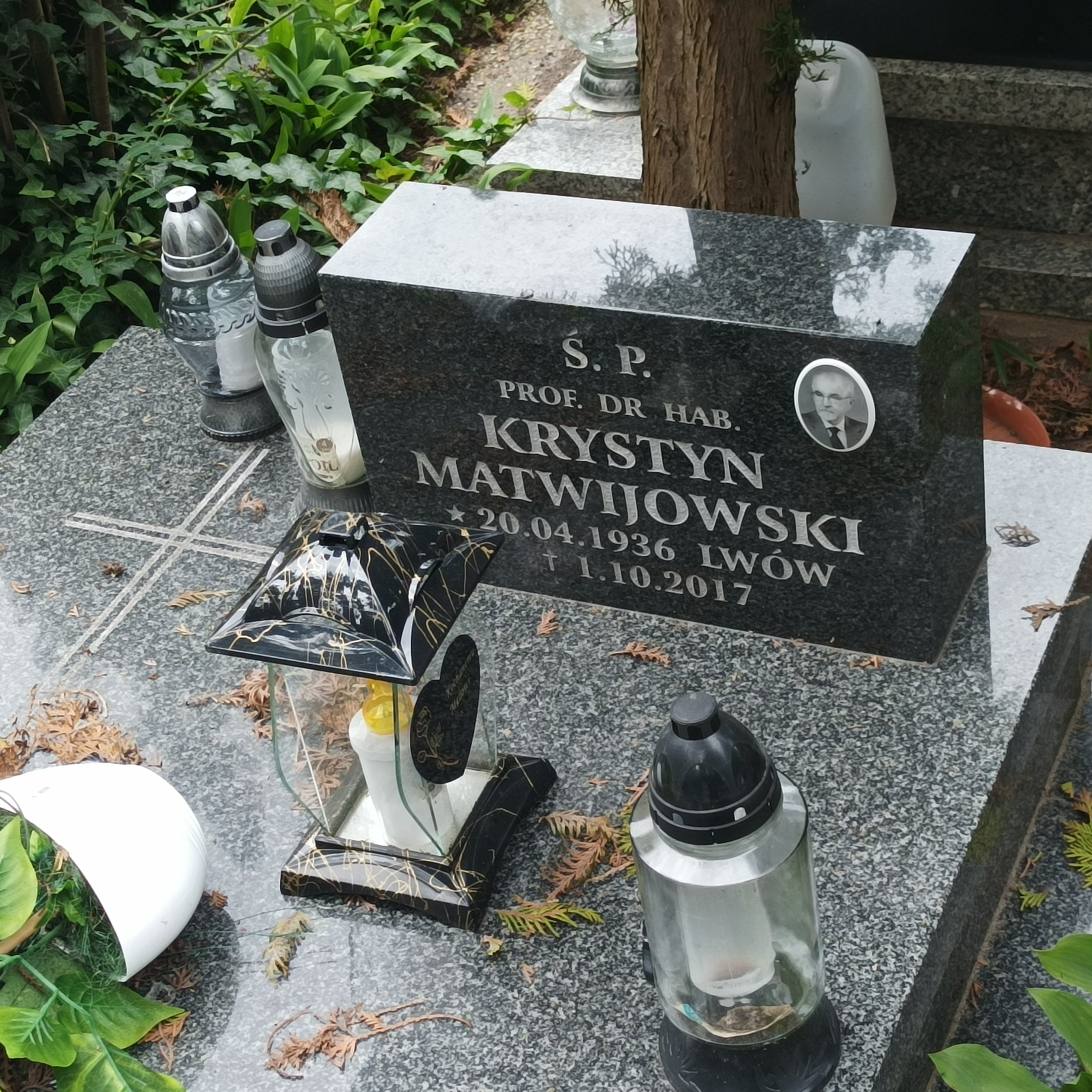
Grób prof. Krystyna Matwijowskiego na Cmentarzu Grabiszyńskim

## Wybrane publikacje
- Z historii ludności żydowskiej w Polsce i na Śląsku, pod red. K. Matwijowskiego, Wrocław 1994.
- Głogów. Zarys monografii miasta, pod red. K. Matwijowskiego, Wrocław-Głogów 1994.
- Czasy Sobieskiego, Wrocław 1983.
- Ludzie śląskiego Kościoła katolickiego, pod red. K. Matwijowskiego, Wrocław 1992.
- Kościół katolicki na Dolnym Śląsku w powojennym 50-leciu, pod red. I. Deca i K. Matwijowskiego, Wrocław 1996
- Lubin. Zarys rozwoju miasta na przestrzeni wieków, pod red. K. Matwijowskiego, Wrocław-Lubin 1996.
- Z dziejów ludności żydowskiej na Śląsku Wrocław 1991.
- Strzegom. Zarys monografii miasta i regionu, pod red. K. Matwijowskiego, Wrocław-Strzegom 1998.
- Świebodzice. Zarys monografii miasta i regionu, pod red. K. Matwijowskiego, Wrocław-Świebodzice 2001.
- Bolesławiec. Zarys monografii miasta i regionu, pod red. K. Matwijowskiego, Wrocław-Bolesławiec 2001.
- Oława. Zarys monografii miasta i regionu, pod red. K. Matwijowskiego, Wrocław-Oława 2004.
- Sejm Grodzieński 1678-1679, Wrocław 1985.
- Studia i szkice z dziejów Kościoła katolickiego na Śląsku i w Rzeczypospolitej w epoce nowożytnej, Wrocław 2013, ISBN 9788392766582

## Wypromowane prace doktorskie
- Aleksander Czołowski 1865-1944. Życie i działalność, 2006, Iwona Zima,
- Śmierć w rodzinie magnackiej w Wielkim Księstwie Litewskim (od II połowy XVI wieku do I połowy XVIII wieku) na przykładzie rodziny Sapiehów, 2006, Brigita Žuromskaitě,
- Krzysztof Grzymułtowski. Biografia polityczna, 2001, Krzysztof Sychowicz,
- Sejmy za panowania Michała Korybuta Wiśniowieckiego (październik 1669, marzec 1670, wrzesień 1670), 2000, Dagmara Jaźwa,
- Dolnośląskie i kłodzkie uzdrowiska sudeckie w XVII-XVIII wieku i ich kulturowe aspekty, 1999, Jacek Dębicki,
- Sejm elekcyjny Michała Korybuta Wiśniowieckiego 1669 roku, 1997, Mieczysława Chmielewska,
- Klasztory franciszkańskie w miastach śląskich i łużyckich w XIII-XVI w.[7], 1995, Gabriela Wąs,
- Organizacja i funkcjonowanie nuncjatury Honorata Viscontiego w Polsce (1630 – 1636), 1993, Wojciech Biliński,
- Sejmy z lat 1688–1689, 1988, Jerzy Maroń.